# Scaphinotus unistriatus
Scaphinotus unistriatus är en skalbaggsart som beskrevs av Darlington 1931. Scaphinotus unistriatus ingår i släktet Scaphinotus och familjen jordlöpare. Inga underarter finns listade i Catalogue of Life.